# 芝村 (埼玉県)
芝村（しばむら）は、埼玉県北足立郡に存在した村。
1940年（昭和15年）4月1日に川口市に編入され、消滅。現在旧村域は「芝地域」、「芝地区」と呼ばれる。

## 地理
- 埼玉県中央（北足立）地域の南部に位置する。
- 北から流れてきた見沼代用水西縁が西へ進路を変え、村北部を東西に横切る。尚、芝川は村より東方を北から南に流れており、村内を通ってはいない。
- ほぼ全域が海抜10m以下の低地となっており、自然堤防等の微高地による僅かな起伏を除けば、全体に平坦である。村北端がごく僅かに大宮台地の南端部にかかる。
- 2006年（平成18年現在）における川口市北西部、すなわち大字芝、大字伊刈、大字小谷場、芝中田、芝新町、芝下、芝、芝樋ノ爪、芝富士、芝園町、芝塚原、芝西、北園町の一部、柳根町の一部、柳崎（1,4,5丁目のそれぞれ一部及び2,3丁目）が、ほぼ旧村域にあたる。
- 東北本線が通るが、現在に至るまで駅はない（一時小谷場信号所があった）。

## 歴史
- 1889年（明治22年）4月1日 - 町村制施行に平行して芝、小谷場、伊刈、柳崎の四箇村が合併し、成立。
- 1940年（昭和15年）4月1日 - 同郡鳩ヶ谷町（1950年に再分離）、神根村、新郷村と共に川口市に編入され、芝村は消滅。